# Бозвелійсько
Бо́звелійсько (болг. Бозвелийско) — село у Варненській області Болгарії. Входить до складу общини Провадія.

## Населення
За даними перепису населення 2011 року у селі проживали 1324 особи.
Національний склад населення села:
| Національність   | Кількість осіб | Відсоток |
| ---------------- | -------------- | -------- |
| болгари          | 757            | 58,4%    |
| цигани           | 448            | 34,5%    |
| турки            | 74             | 5,7%     |
| інша             | 3              | 0,2%     |
| не визначились   | 15             | 1,2%     |
| Всього відповіли | 1297           |          |

Розподіл населення за віком у 2011 році:
Динаміка населення: